# Struchium
Struchium é um género botânico pertencente à família Asteraceae.
Existem pelo menos 17 espécies descritas pertencentes a este género, mas apenas 3 são aceites:
- Struchium africanum (Steud.) P.Beauv.
- Struchium americanum Poir.
- Struchium sparganophorum (L.) Kuntze